# جاناتان هیز
جاناتان هیز (انگلیسی: Jonathan Haze؛ زادهٔ ۱ آوریل ۱۹۲۹ – درگذشتهٔ ۲ نوامبر ۲۰۲۴) یک هنرپیشه اهل ایالات متحده آمریکا بود.
جاناتان هیز در ۲ نوامبر ۲۰۲۴، در سن ۹۵ سالگی درگذشت.